# Kalkknikspriet
De kalkknikspriet (Microdon devius) is een vliegensoort uit de familie van de zweefvliegen (Syrphidae). De wetenschappelijke naam van de soort is gepubliceerd in 1761 door Linnaeus.